# 沃斯托克站

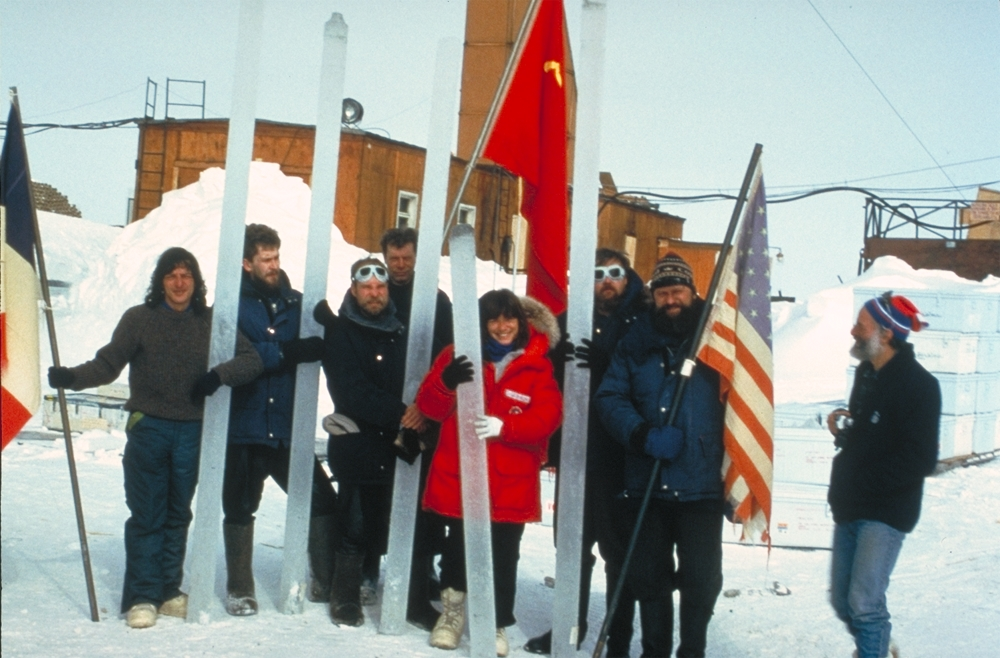
冰核（ice core）在沃斯托克站後鑽洞

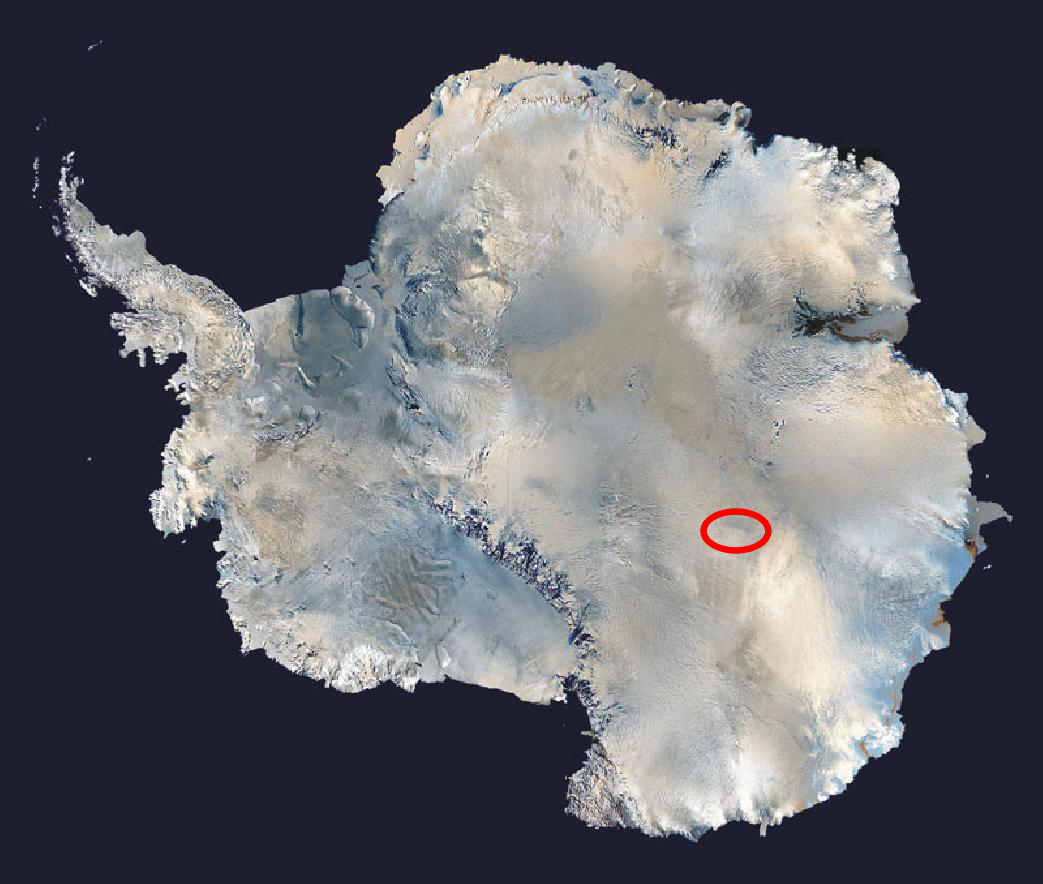
沃斯托克湖，美国国家航空航天局合成照片

沃斯托克站（俄语：Станция Восток），又稱東方站，是俄羅斯位于南极大陆内陆伊丽莎白公主地的一個南極科學考察站，在南磁極附近。该站于1957年由苏联建立，位于南极高原内部，以记录到地球上最低自然温度-89.2°C而闻名。该站的研究包括冰芯钻探和磁力测量。东方站以Восток（俄语为“东方”）命名，是由别林斯高晋率领的首艘俄罗斯南极探险队的主力舰的名称。

## 歷史
沃斯托克站由蘇聯第二南極考察隊（2nd Soviet Antarctic Expedition）建於1957年12月16日，時值國際地球物理年（International Geophysical Year，IGY）。考察站全年運作至今已逾37年，僅於1994年1月臨時關閉。考察站現由俄、美、法三國科學家合作營運。
1983年7月21日，沃斯托克站錄得−89.2°C（−129.28°F）的世界确证最低自然温度（參見地球極點）。
1996年，來自沃斯托克站的俄、英科學家，在考察站底下發現了全世界最大的已知冰下湖（subglacial lake）──沃斯托克湖（Lake Vostok）。东湖位於中南極冰蓋（Antarctic Ice Sheet）表面約4,000米（13,000英寸）之下，面積達14,000平方公里（5,400平方英里)。
2024年1月28日，东方站的新越冬综合体启动试运行。

## 概況
沃斯托克站位處海拔3,488米，南磁極（Geographic South Pole）約1,000公里以外，是南極大陸現存最孤立的考察站。但因为鄰近南磁極，沃斯托克站是觀測地球磁球變化的最佳地點之一。其他研究有航空氣象學、光量測定、地球物理學、內科學、氣候學等。考察站在夏季有25位科學家及工程師，冬季則減至13位。

### 氣候
沃斯托克站是世界最冷的地方之一，属于典型的冰原气候，终年严寒，无四季之分，仅有寒、暖两季，寒季（4月至10月）平均气温约-65°C，最冷月（7月）平均气温-67.9℃。暖季（11月至次年3月）平均气温约-42°C，最热月（12月）平均气温-31.9℃。历史上最低月平均气温-75.4℃（1987年8月），最高月平均气温-28.0℃（1989年12月），年平均气温-55.2℃。极端最低气温-89.2℃（1983年7月21日），极端最高气温-14.0℃（1974年1月5日）。
除了低溫外，其他因素都引致沃斯托克站成為全球人類最難居住的地方之一： 
- 空氣中幾乎沒有濕氣。
- 平均風速達5米/秒（11.1英里/小時），間或強至27米/秒（60.4英里/小時）。
- 海拔3,488米（11,444英尺），嚴重缺氧，因為越靠近南、北極，空气密度越低。據估計，沃斯托克站的氧密度相等於一座位於較中緯度的5,000米（16,404英尺）高山的氧密度。
- 空氣中的離子含量較高。
- 氣體分壓（partial pressure）異於人類慣常的情況。
- 空氣中缺少二氧化碳，導致人的呼吸機制不正常。
- 極夜每年長達五個月。

人類要適應沃斯托克站的氣候、環境至少需要一星期至兩個月，與此同時會呈現高原反应徵狀：頭痛、眼皮跳，耳痛、鼻出血、感知性窒息、血壓急升、失眠、食慾不振、嘔吐、關節與肌肉疼痛，以及體重銳減3-5公斤（6.6-11磅），嚴重者可達12公斤（26.4磅）。
| 沃斯托克站(1958年-2010年資料) | 沃斯托克站(1958年-2010年資料) | 沃斯托克站(1958年-2010年資料) | 沃斯托克站(1958年-2010年資料) | 沃斯托克站(1958年-2010年資料) | 沃斯托克站(1958年-2010年資料) | 沃斯托克站(1958年-2010年資料) | 沃斯托克站(1958年-2010年資料) | 沃斯托克站(1958年-2010年資料) | 沃斯托克站(1958年-2010年資料) | 沃斯托克站(1958年-2010年資料) | 沃斯托克站(1958年-2010年資料) | 沃斯托克站(1958年-2010年資料) | 沃斯托克站(1958年-2010年資料) |
| 月份                          | 1月                           | 2月                           | 3月                           | 4月                           | 5月                           | 6月                           | 7月                           | 8月                           | 9月                           | 10月                          | 11月                          | 12月                          | 全年                          |
| ----------------------------- | ----------------------------- | ----------------------------- | ----------------------------- | ----------------------------- | ----------------------------- | ----------------------------- | ----------------------------- | ----------------------------- | ----------------------------- | ----------------------------- | ----------------------------- | ----------------------------- | ----------------------------- |
| 历史最高温 °C（°F）           | −14.0 (6.8)                   | −21.0 (−5.8)                  | −30.0 (−22.0)                 | −33.0 (−27.4)                 | −38.0 (−36.4)                 | −33.0 (−27.4)                 | −34.1 (−29.4)                 | −34.9 (−30.8)                 | −34.3 (−29.7)                 | −33.6 (−28.5)                 | −24.3 (−11.7)                 | −14.1 (6.6)                   | −14.0 (6.8)                   |
| 平均高温 °C（°F）             | −27.0 (−16.6)                 | −38.7 (−37.7)                 | −52.9 (−63.2)                 | −61.1 (−78.0)                 | −62.0 (−79.6)                 | −60.6 (−77.1)                 | −62.4 (−80.3)                 | −63.9 (−83.0)                 | −61.6 (−78.9)                 | −51.5 (−60.7)                 | −37.2 (−35.0)                 | −27.1 (−16.8)                 | −50.5 (−58.9)                 |
| 日均气温 °C（°F）             | −32.0 (−25.6)                 | −44.3 (−47.7)                 | −57.9 (−72.2)                 | −64.8 (−84.6)                 | −65.8 (−86.4)                 | −65.3 (−85.5)                 | −66.7 (−88.1)                 | −67.9 (−90.2)                 | −66.0 (−86.8)                 | −57.1 (−70.8)                 | −42.6 (−44.7)                 | −31.8 (−25.2)                 | −55.2 (−67.3)                 |
| 平均低温 °C（°F）             | −37.5 (−35.5)                 | −50.0 (−58.0)                 | −61.8 (−79.2)                 | −67.8 (−90.0)                 | −69.1 (−92.4)                 | −68.9 (−92.0)                 | −70.4 (−94.7)                 | −71.5 (−96.7)                 | −70.2 (−94.4)                 | −63.1 (−81.6)                 | −49.8 (−57.6)                 | −38.0 (−36.4)                 | −59.8 (−75.7)                 |
| 历史最低温 °C（°F）           | −56.4 (−69.5)                 | −64.0 (−83.2)                 | −75.0 (−103.0)                | −80.4 (−112.7)                | −81.2 (−114.2)                | −83.8 (−118.8)                | −89.2 (−128.6)                | −88.3 (−126.9)                | −85.9 (−122.6)                | −76.1 (−105.0)                | −63.9 (−83.0)                 | −50.1 (−58.2)                 | −89.2 (−128.6)                |
| 平均降水量 mm（）             | 1.0 (0.04)                    | 0.7 (0.03)                    | 2.0 (0.08)                    | 2.4 (0.09)                    | 2.8 (0.11)                    | 2.5 (0.10)                    | 2.2 (0.09)                    | 2.3 (0.09)                    | 2.4 (0.09)                    | 1.9 (0.07)                    | 1.1 (0.04)                    | 0.7 (0.03)                    | 22 (0.86)                     |
| 来源：                        |                               |                               |                               |                               |                               |                               |                               |                               |                               |                               |                               |                               |                               |

## 冰核鑽挖

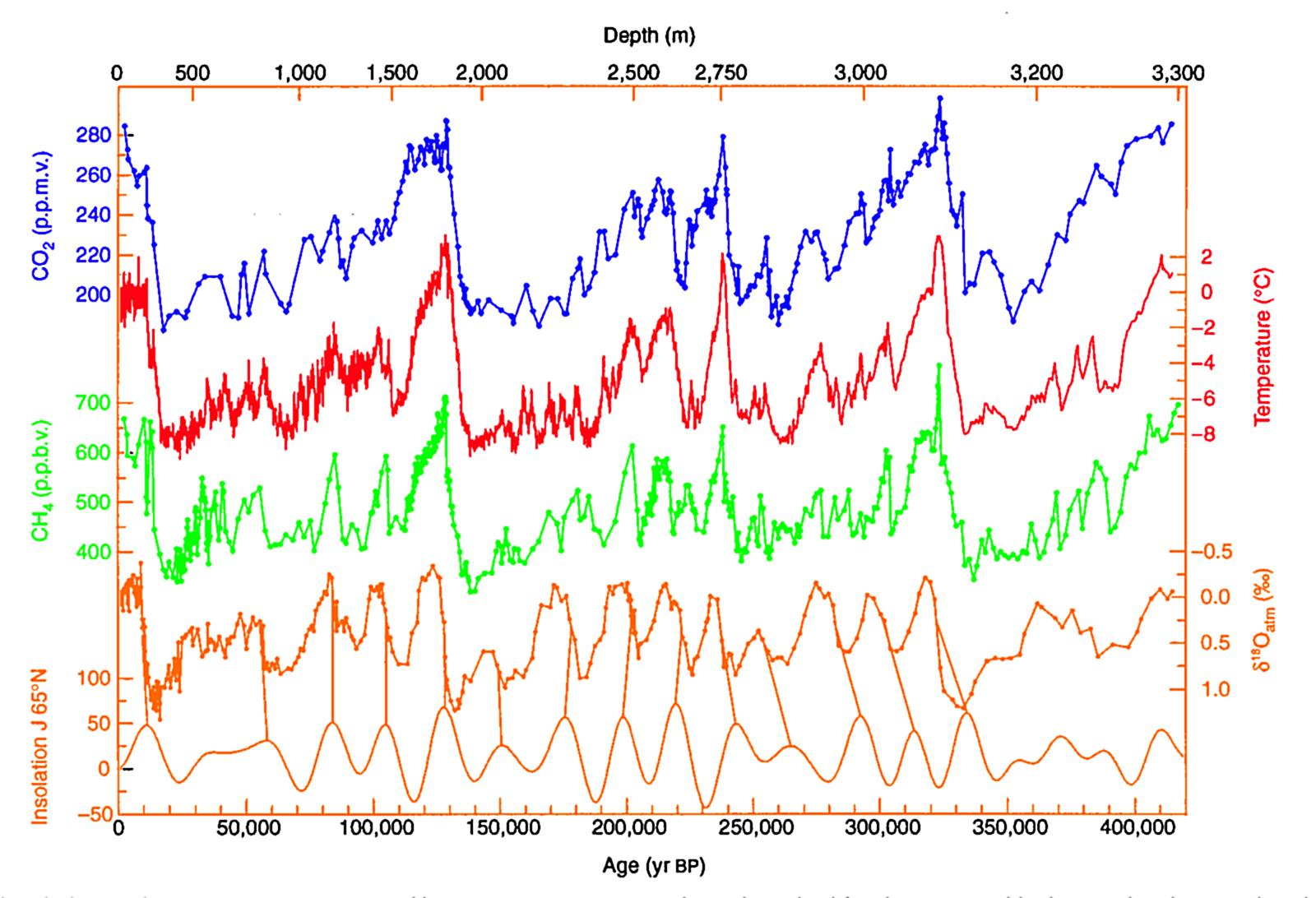
沃斯托克站42萬年的冰核（ice core）數據，現時處於左方。由下至上分別是北緯65°的太陽變化、^{18}O氧同位素、甲烷（CH_{4}）水平、相對溫度及二氧化碳（CO_{2}）水平。

1970年代，蘇聯將一批冰核鑽挖至500-952米深，藉此研究冰的氧同位素構成成分。研究顯示，上一個冰川期的冰呈現於約400米的深度下。其後，再鑽挖多三個冰洞：1984年，Hole 3G鑽至2,202米的最終深度；1990年，Hole 4G鑽至2,546米的最終深度；1993年，Hole 5G鑽至2,755米的深度，其後一度終止鑽挖，並於1995年冬季繼續鑽挖。1996年，南極研究科學委員會表示擔心沃斯托克湖受到污染，Hole 5G在3,623米的深度停止鑽挖。俄羅斯與法國合作鑽挖Hole 5G，提供了可上溯至42萬年前與前四次冰川期過去環境狀況的記錄。長期間以來，Hole 5G是唯一覆蓋數個冰川期的冰核，及至2004年被歐洲南極冰核計劃冰核超越。該冰核可覆蓋更長時間時間間距。2003年，鑽挖行動獲准恢復，但僅在離沃斯托克湖130米的預計距離停止了。
儘管沃斯托克站冰核已鑽至3,623米深，但是有用的氣候資料不多。冰核最底部是由东湖水再凝結而成的冰，所以不含氣候資料。可幸的是，有關的數據有助了解3,310米深與414,000年前。冰核下有冰變形的證據。2005年7月7日，雷諾（Raynaud）等人在《自然》雜誌表示，透過轉化部分記錄，沃斯托克站的記錄或可延伸至3,345米深，溯及436,000年前，以蓋括更多有趣的MIS11期資料。正因如此，一項記錄在與更新、更詳盡的歐洲南極冰核計劃記錄（縱然此計劃沒提供新資料）協議下面世。

## 外部連結
- 地理回顧 - 沃斯托克站（俄羅斯北極與南極研究院網站） （英文）（俄文）
- 沃斯托克站平均溫度數據 （英文）
- 沃斯托克站現時數據 （页面存档备份，存于） （英文）
- 南極連線：沃斯托克站 - 南極研究中心 （英文）